# Ghirolt (okręg Satu Mare)
Ghirolt – wieś w Rumunii, w okręgu Satu Mare, w gminie Moftin. W 2011 roku liczyła 176 mieszkańców. 